# Pays d’Aix agglomerációs közösség
Pays d’Aix agglomerációs közösség (franciául: communauté d'agglomération du pays d'Aix) egy régebbi franciaországi községtársulás, ún. agglomerációs közösség volt Provence-Alpes-Côte d’Azur két megyéjében, Bouches-du-Rhône-ban és kisebb részben Vaucluse-ben.

## Története
1993-ban hat község létrehozta a Pays d'Aix (kb. jelentése: Aix[-en-Provence] vidéke) nevű községközösséget (communauté de communes), ami a legkisebb községtársulási forma. Igazgatási központja Aix-en-Provence lett. 2001-re a társult községek száma már elérte a 34-et. Ekkor egy 1999-ben elfogadott törvény (Chevènement-törvény) értelmében átalakultak agglomerációs közösséggé (communauté d’agglomeration), ami egy közepes (mezo-szintű) társulási forma. 2014. januárban további két község: Gardanne és Gréasque csatlakozott hozzá, ezzel területe 144 000 hektárra nőtt,  népessége elérte a négyszázezer főt.
2016. január 1-jei hatállyal az önkormányzati társulás beolvadt a franciaországi metropolizálódási folyamat során újonnan alapított Aix-Marseille-Provence metropole-ba. Azóta a 36 községből álló Pays d'Aix ennek a metropole-nak (nagyvárosi társulásnak) része, északi szektora.

## A társult községek
A községtársulást 35 Bouches-du-Rhône megyei és egy Vaucluse megyei község (települési önkormányzat) alkotta.
| - Aix-en-Provence - Beaurecueil - Bouc-Bel-Air - Cabriès - Châteauneuf-le-Rouge - Coudoux - Éguilles - Fuveau - Gardanne - Gréasque - Jouques - Lambesc |  | - Meyrargues - Meyreuil - Mimet - Les Pennes-Mirabeau - Peynier - Peyrolles-en-Provence - Puyloubier - Le Puy-Sainte-Réparade - Rognes - La Roque-d’Anthéron - Rousset - Saint-Antonin-sur-Bayon |  | - Saint-Cannat - Saint-Estève-Janson - Saint-Marc-Jaumegarde - Saint-Paul-lès-Durance - Simiane-Collongue - Le Tholonet - Trets - Vauvenargues - Venelles - Ventabren - Vitrolles |

Vaucluse megye:
- Pertuis

## Fordítás
- Ez a szócikk részben vagy egészben  a   Communauté d'agglomération du pays d'Aix című francia Wikipédia-szócikk ezen változatának fordításán alapul.  Az eredeti cikk szerkesztőit annak laptörténete sorolja fel. Ez a jelzés csupán a megfogalmazás eredetét és a szerzői jogokat jelzi, nem szolgál a cikkben szereplő információk forrásmegjelöléseként.